# 東京国際アニメフェア2008 超!ステーション
「東京国際アニメフェア2008超（スーパー）!ステーション」とは超!A&G+で2008年3月29日土曜日と3月30日日曜日の10時-17時まで放送されていた特別番組で、当日東京国際展示場で行なわれた「東京国際アニメフェア2008」の文化放送ブースで行なわれたイベントステージの模様をメインに生中継で放送していた（放送当時超!A&G+は簡易動画配信前につき音声のみの配信だった。）。

## 番組の司会進行
- 3月29日と3月30日では司会進行の担当者が異なっていた。
  - 3月29日

文化放送第5スタジオの担当:戸塚利絵
会場の文化放送ブースのブレイクコーナーの担当:鈴木久美子
  - 3月30日

文化放送第5スタジオの担当:鈴木久美子
会場の文化放送ブースのブレイクコーナーの担当:戸塚利絵

## 番組の構成
- 3月29日・30日ともに11:00スタートの文化放送ブースステージのイベントの模様の生中継を中心に休憩中の時間は文化放送のスタジオからステージイベントに出演している声優の楽曲をリクエストでかけながら進行していた。
- また、リスナーからの東京国際アニメフェア会場の最新情報メールも読まれていた。

## 主な番組内容
2008年3月29日土曜日
- 11:00 下川みくにライブ
- 12:00 プラス+プラス公開生放送
- 13:00 小杉十郎太・野中藍 酒と薔薇の日々公開生放送
- 14:00 進め!狂乱電波日記 放送直前スペシャル
- 15:00 癒されBar若本
- 16:00 喜多村英梨・吉野裕行の超ラジ!

2008年3月30日日曜日
- 11:00 超ラジ!Girls 初公開・生放送スペシャル!
- 12:00 岩田光央の超ラジ！公開ランスルー！？
- 13:00 飯塚雅弓・鷲崎健の超ラジ!AF
- 14:00 山本麻里安のはにわマイハウスプラス
- 15:00 広井王子のマル天・復活祭
- 16:00 超ラジ!Rookie 解散式

## 番組のエピソード
- 3月29日のトップバッターに下川みくにのライブが行われた。『進め!狂乱電波日記』のステージでは当日司会進行だった男性パーソナリティがその日だけでお役御免で同年4月4日スタートの『進め!狂乱電波日記』では藤村歩と佐藤利奈のコンビで番組を進行することがステージ上で発表された。さらに別のブースのイベントステージから急遽戸松遥が駆けつける場面もあった（これがきっかけで『進め!狂乱電波日記』とは異なるインターネットラジオ番組『進ぬ!狂乱家族計画』という番組もランティスネットラジオにて立ち上がることになった。詳細については『進め!狂乱電波日記』を参照のこと）。
- 『癒されBar若本』のステージで放送上不適切な発言があり、ステージ終了後スタジオ担当のパーソナリティがお詫びのコメントをしていた。
- 『喜多村英梨と吉野裕行の超ラジ!』のステージでは当時人気のあったコーナーがそれぞれ1つだけこのステージ用にコーナーとして放送されていた。また、会場の観客とパーソナリティによる番組内CMの生収録も行なっていた。
- 明けて3月30日は『超ラジ!Girls』の各曜日パーソナリティ5人のお披露目。
- 全てのステージが始まる前と全ステージ終了後には会場のブースからの中継を結んでいた。
- 『超ラジ!Rookie』解散式には第1期で金曜日・第2期で火曜日を担当していた五島貴史は不参加だった（この件については後に2008年11月に放送されていた『超!A&G+スペシャル』の単発特番にて五島本人が語っていた）。
- 休憩中のインフォメーションタイムではニコニコアニメチャンネルからのお知らせも両日行なっていた。

## リピート放送
- 3月29日生放送分を4月5日に、3月30日生放送分を4月6日にそれぞれ同じ時間で再放送されていた。

## この特番に伴うレギュラー放送休止番組
- この特番を放送するためにレギュラー番組のリピート放送を休止したのは下記の番組である。
- 3月29日・4月5日にリピート放送予定だった番組名
「青山二丁目劇場」（10:00 - 10:30放送予定）（地上波2008年3月24日・3月31日月曜日20:30放送分・超!A&G+2008年3月28日・4月4日金曜日20:00初回放送分）
「アクターズゲート･ネトラジぴょっこプ〜」（10:30 - 11:00放送予定）（2008年3月28日・4月4日金曜日20:30初回放送分）
「アキバチック天国・スーパー」（11:00 - 11:30放送予定）（2008年3月28日・4月4日金曜日21:00初回放送分）
「山本麻里安のはにわマイハウス」（11:30 - 12:30放送予定）（2008年3月21日21:30生放送分最終回の最終リピート）
「鷲崎健の超ラジ!」（12:30 - 14:00放送予定）（2008年3月28日・4月4日の各生放送分）
「アニメ文化通信」（14:00 - 15:00放送予定）（2008年3月28日・4月4日金曜日19:00放送分）
「超!A&Gミュージック+」（15:00 - 16:00放送予定）

- 3月30日･4月6日にリピート放送予定だった番組名
「小杉十郎太・野中藍 酒とバラの日々」（10:00 - 10:30放送予定）（地上波2008年3月21日・28日金曜26:00放送予定分・超!A&G+2008年3月29日･4月5日土曜20:00初回放送）
「超!A&G+ナビ」（10:30 - 11:00放送予定）（2008年3月29日・4月5日土曜日20:30初回放送分）
「アニスパ!プラス」（11:00 - 13:00放送予定）（2008年3月29日・4月5日生放送分）
「こむちゃっとカウントダウンプラス」（13:00 - 14:00放送予定）（2008年3月29日・4月5日生放送分）
「超!A&Gミュージック+プレミアム」（14:00 - 15:00放送予定）（土曜19:00初回放送分）
「超!A&Gミュージック+」（15:00 - 16:00放送予定）
「超ラジ!NEXT」（16:00 - 17:00放送予定）